# Ilha Wolin

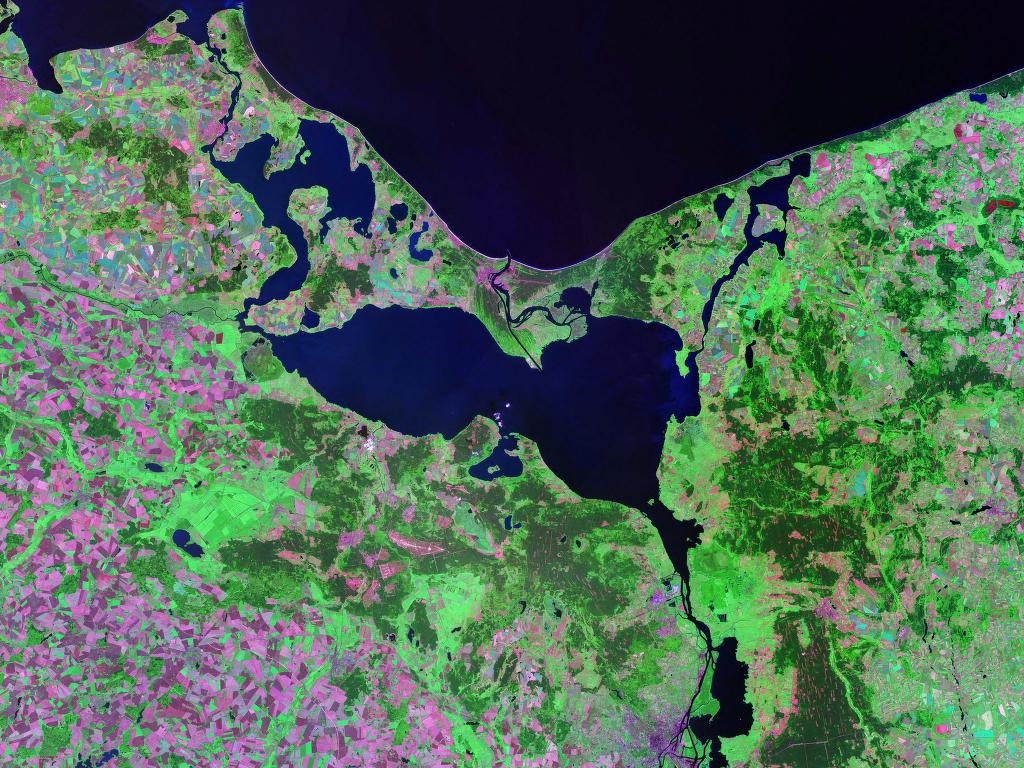
Imagem de satélite da ilha Wolin.

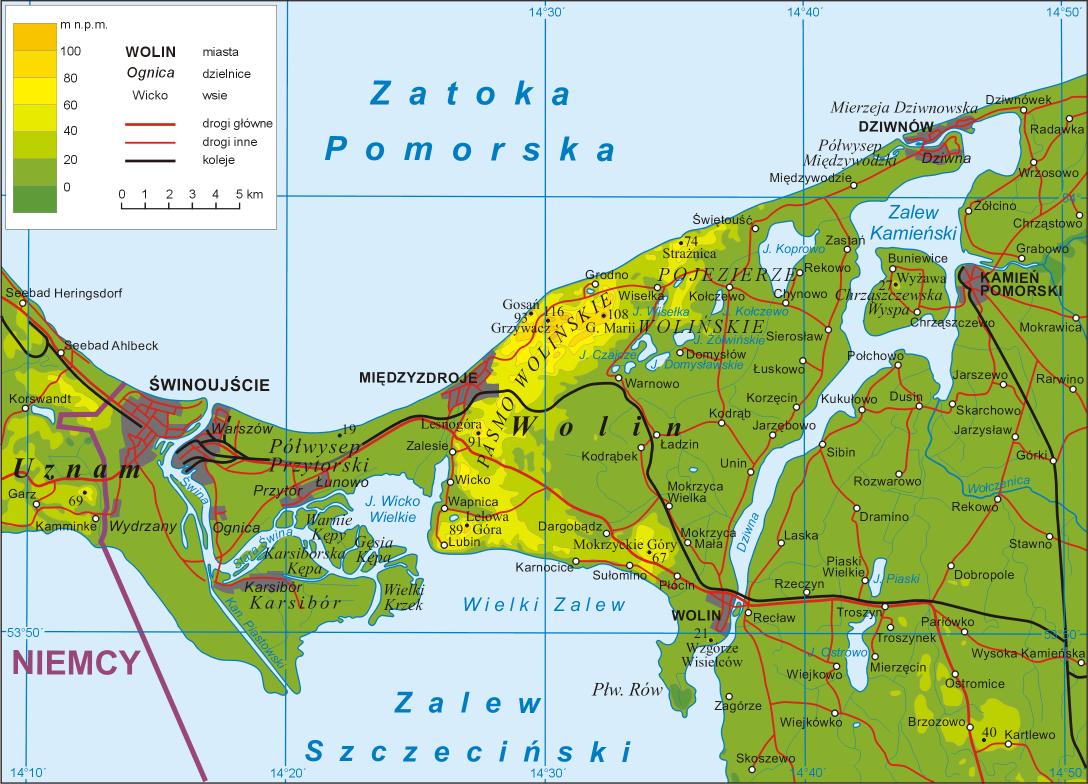
Mapa da ilha Wolin.

Wolin (em alemão:  Wollin e língua pomerana: Wòlin) é uma ilha da Polónia, no sul do Mar Báltico e costa da Pomerânia. Tem 245 km² de área. A cidade de Wolin fica nesta ilha. Outras localidades importantes são Międzyzdroje e Świnoujście.
Wolin está separada de Usedom pelo Rio Świna e da Pomerânia pelo rio Dziwna. A sul encontra-se a Lagoa de Estetino (Szczecin). O Parque Nacional Wolin fica no meio da ilha.